# Saison 7 de That '70s Show
Chronologie
Saison 6 de That '70s Show Saison 8 de That '70s Show
Cet article présente le guide des épisodes de la septième saison de la série télévisée That '70s Show. Tous les titres originaux des épisodes de la saison 7 ont pour titre des chansons du groupe The Rolling Stones.

## Distribution
Sont crédités du statut d'acteurs principaux pour cette saison :
- Topher Grace (VF : Maël Davan-Soulas) (Eric Forman)
- Mila Kunis (VF : Sarah Marot) (Jackie Burkhart)
- Ashton Kutcher (VF : Tony Marot) (Michael Kelso)
- Danny Masterson (VF : Pascal Grull) (Steven Hyde)
- Laura Prepon (VF : Vanina Pradier) (Donna Pinciotti)
- Wilmer Valderrama (VF : Paolo Domingo) (Fez)
- Debra Jo Rupp (VF : Dany Laurent) (Kitty Forman)
- Kurtwood Smith (VF : Serge Blumenthal) (Red Forman)
- Don Stark (VF : Paul Borne) (Bob Pinciotti)

- Des acteurs invités se joignent à la distribution de chaque épisode, de manière plus ou moins récurrente.

## Épisodes
| Numéros | Titres                                                                  | Scénariste(s) | Réalisateur(s) | Diffusion américaine | Diffusion française | Production |
| --- | ----------------------------------------------------------------------- | ------------- | -------------- | -------------------- | ------------------- | ---------- |
| 154 (7-01) | Projets d'avenir Time Is On My Side                                     |               | David Trainer  | 8 septembre 2004     | sur Jimmy           | 701        |
| Une semaine après l'échec de leur mariage, Donna et Eric prennent des grandes décisions : Donna se teint les cheveux en blond et Eric décide de prendre une année sabbatique. De son côté, Red oblige Bob à choisir entre Pam et Midge. Notes : Le personnage de Midge apparaît en guest-star pour une durée de cinq épisodes. Dernière apparition de Pam Burkhart, la mère de Jackie. |                                                                         |               |                |                      |                     |            |
| 155 (7-02) | Le Vrai Père de Hyde Let's Spend The Night Together                     |               | David Trainer  | 15 septembre 2004    | sur Jimmy           | 702        |
| Hyde accepte enfin de rencontrer son père biologique mais constate qu'il est noir, ce qu'il ne comprend pas. Pendant ce temps, Eric et Donna se rendent à un rallye féministe tandis que Kelso qui attend impatiemment un coup de fil de Brooke, devant lui annoncer quand son bébé naîtra, se fait piéger par Fez. Note : Don Stark ne figure pas dans cet épisode. Hyde avoue avoir plusieurs pères, ce qui n'est pas entièrement faux, puisqu'il en a cinq en tout : William, son père biologique, Bud, son beau-père, Red, son père de substitution, Roy son père d'éducation et Leo, son père-copain. |                                                                         |               |                |                      |                     |            |
| 156 (7-03) | Père indigne (I Can't Get No) Satisfaction                              |               | David Trainer  | 22 septembre 2004    | sur Jimmy           | 703        |
| Depuis qu'il a une petite fille, Betsy, Kelso décide de respecter les femmes parce qu'il pense qu'un père célibataire a plus de chance de séduire la gent féminine. Pendant ce temps, Eric, Hyde et Fez vandalisent un magasin spécialisé dans la vente de silencieux mécaniques. Mais Red s'en porte acquéreur peu de temps après... |                                                                         |               |                |                      |                     |            |
| 157 (7-04) | Chacun son boulot ! Beast of Burden                                     |               | David Trainer  | 29 septembre 2004    | sur Jimmy           | 704        |
| Hyde se retrouve tiraillé entre deux propositions lorsque Red et William lui offrent chacun une place dans leur magasin. Eric se sent trahi par son père car le magasin de Red s'appelle "Forman et Fils". Par chance, Hyde accepte d'aller travailler avec son père, mais Eric change d'avis parce qu'il se souvient qu'il est en pleine année sabbatique. Pendant ce temps, Donna aide Fez qui postule pour un travail de "shampouineur" dans un salon de coiffure. |                                                                         |               |                |                      |                     |            |
| 158 (7-05) | Les Plaisirs de la vie It's Only Rock and Roll                          |               | David Trainer  | 6 octobre 2004       | sur Jimmy           | 705        |
| Kitty se sent délaissée et voit Midge et Donna pratiquer de la gymnastique douce. Par conséquent, elle décide de s'y mettre également aux grands désespoirs de Red et de Bob. Hyde commence son premier jour de travail dans le magasin de disques de son père mais découvre que William n'est pas aussi cool qu'il en a l'air. Jackie pose pour Eric qui a décidé de prendre des cours de dessin. Quant à Kelso, il offre sa collection entière de magazines playboy à Fez. Pendant ce temps, Donna aide Fez qui postule pour un travail de "shampouineur" dans un salon de coiffure. |                                                                         |               |                |                      |                     |            |
| 159 (7-06) | Le Monde à l'envers Rip This Joint                                      |               | David Trainer  | 3 novembre 2004      | sur Jimmy           | 706        |
| Kitty organise une fête en son honneur. Pendant la réception, Bob trouve que Midge flirte trop avec William et se dispute avec elle. Midge décide alors de retourner en Californie. Pendant ce temps, Eric choisit Donna afin de le seconder pour une mauvaise blague. Kelso, furieux entend bien se venger mais lorsque la victime passe déposer plainte au commissariat, elle le reconnaît lui aussi. |                                                                         |               |                |                      |                     |            |
| 160 (7-07) | Leçon de séduction Mother's Little Helper                               |               | David Trainer  | 10 novembre 2004     | sur Jimmy           | 710        |
| Kitty arrête de cuisiner mais Red lui montre un livre intitulé "les joies du sexe". Kelso demande conseil auprès de Fez en matière de séduction mais ignore que celui-ci s'est entiché d'une de ses clientes. |                                                                         |               |                |                      |                     |            |
| 161 (7-08) | Angie                                                                   |               | David Trainer  | 17 novembre 2004     | sur Jimmy           | 707        |
| Les amis d'Eric croient qu'il prend des cours d'espagnol mais sont horrifiés de découvrir ses vrais loisirs. Pendant ce temps, Hyde rencontre pour la première fois sa demi-sœur Angie et la croit cool mais lorsqu'elle le dénonce systématiquement, il prend sa revanche. Note : Don Stark ne figure pas dans cet épisode. |                                                                         |               |                |                      |                     |            |
| 162 (7-09) | On obtient toujours ce que l'on veut You Can't Always Get What You Want |               | David Trainer  | 24 novembre 2004     | sur Jimmy           | 708        |
| Pendant que ses amis aident Angie à trouver un nom à la boutique de disques, Eric décide de ne pas assister au repas annuel de Thanksgiving et de se rendre au concert de Styx. |                                                                         |               |                |                      |                     |            |
| 163 (7-10) | La musique adoucit les mœurs Surprise, Surprise                         |               | David Trainer  | 1er décembre 2004    | sur Jimmy           | 709        |
| Donna découvre qu'elle vante les calendriers érotiques du magasin de Red. Pendant ce temps, Kitty enseigne encore une fois à Jackie comment cuisiner, Eric et Fez se moquent de Hyde qui a rejoint le groupe : "Kelso a couché avec ma sœur." |                                                                         |               |                |                      |                     |            |
| 164 (7-11) | L'Arbre de Noël Winter                                                  |               | David Trainer  | 15 décembre 2004     | sur Jimmy           | 711        |
| Kelso vole les jouets que Kitty destinait à offrir à une association. Par conséquent, les garçons tentent de les renvoyer à leurs destinataires sans que Kitty ne le remarque. Jackie trouve Hyde immature parce qu'il refuse de se rendre à une fête en sa compagnie. Enfin, Red distrait les enfants en leur racontant une étrange histoire. Note : Lorsque la série commence, l'action se situe en 1976. Cet épisode étant le cinquième de Noël, les protagonistes devraient donc se trouver en 1981, bien qu'à la fin de la série, ils fêtent le nouvel an 1980. |                                                                         |               |                |                      |                     |            |
| 165 (7-12) | Jackie se marie Don't Lie To Me                                         |               | David Trainer  | 5 janvier 2005       | sur Jimmy           | 712        |
| Jackie se rend à un mariage et prétend épouser Fez. Le reste du groupe dissuade pendant ce temps Angie de sortir avec Kelso. |                                                                         |               |                |                      |                     |            |
| 166 (7-13) | Le Cadeau Can't You Hear Me Knocking                                    |               | David Trainer  | 12 janvier 2005      | sur Jimmy           | 713        |
| Red part pêcher mais lorsqu'il emmène Kitty avec lui, il craint de passer une mauvaise journée. Pendant ce temps, Donna emmène Jackie prendre son premier cours de karaté. Resté chez lui en compagnie de ses copains, Eric prend peur lorsque Kelso menace accidentellement le Président au téléphone. Note : Don Stark ne figure pas dans cet épisode. |                                                                         |               |                |                      |                     |            |
| 167 (7-14) | Tous au stade Street Fighting Man                                       |               | David Trainer  | 9 février 2005       | sur Jimmy           | 714        |
| Donna obtient six tickets pour aller voir un match au stade et cède à la demande d'Eric lorsque celui-ci propose d'emmener Red qui s'avère un grand fan d'une des deux équipes. Hyde conseille à Fez et à Kelso de suivre sa combine afin qu'ils puissent tous rentrer, mais ceux-ci comprennent mal le message et pénètrent à tour de rôle dans le stade. Jackie drague d'autres garçons afin de rendre Hyde jaloux mais Donna lui ouvre les yeux. Par ailleurs, Red se comporte très gentiment envers Eric mais celui-ci revient avec un pull de l'équipe adverse. Il faudra du temps à Red pour qu'il accepte les opinions sportives de son fils. Durant ce temps, Kitty invite Bob à venir suivre le match chez elle mais un accident survient... |                                                                         |               |                |                      |                     |            |
| 168 (7-15) | Apparence physique It's All Over Now                                    |               | David Trainer  | 16 février 2005      | sur Jimmy           | 715        |
| Donna se fait renvoyer de la station de radio dans laquelle elle travaille parce qu'elle est trop pudique. Avec l'aide d'Eric, elle élabore un plan de vengeance afin de récupérer son poste. Jackie demande à Fez des conseils sur sa relation avec Hyde, mais celui-ci ne pense qu'à l'embrasser. Enfin, Hyde, Angie et Kelso gèrent le magasin de disques et attendent la venue de Tom Jones afin qu'il signe des autographes. Le grand jour arrive, mais Kitty tombe malade et demande à Red d'y aller à sa place. Ne voulant pas rester trop longtemps, Red signe lui-même la pochette du disque. |                                                                         |               |                |                      |                     |            |
| 169 (7-16) | Angie fait ses classes On With The Show                                 |               | David Trainer  | 23 février 2005      | sur Jimmy           | 716        |
| Jackie produit sa propre émission de télévision mais se montre si épouvantable que Donna la laisse tomber. Hyde soupçonne Fez de lui cacher quelque chose tandis que Kelso aide Angie à mieux s'intégrer au groupe. Enfin, Eric croise un homme de trente-six ans(sans emploi et vivant encore chez sa mère) et s'interroge sur son année sabbatique. Note : Don Stark ne figure pas dans cet épisode. |                                                                         |               |                |                      |                     |            |
| 170 (7-17) | Retour à la case départ Down The Road Apiece                            |               | David Trainer  | 2 mars 2005          | sur Jimmy           | 717        |
| Eric décide de devenir réalisateur de films itinérants mais sa voiture tombe en panne. Échouant près d'un relais routier, il retrouve Leo qui l'a déjà vu mais ne le reconnaît pas. Inquiets de ne pas avoir de nouvelles de leur fils, Red et Kitty partent à sa recherche accompagnés de Donna et de Kelso. Pendant ce temps, Fez force Jackie et Hyde à s'expliquer au sous-sol. Note : Don Stark ne figure pas dans cet épisode. Tommy Chong réapparaît en tant qu'invité spécial. |                                                                         |               |                |                      |                     |            |
| 171 (7-18) | Baby blues Oh, Baby (We Got A Good Thing Goin')                         |               | David Trainer  | 16 mars 2005         | sur Jimmy           | 718        |
| Brooke confie Betsy aux bons soins de Kelso qui essaye tant bien que mal de la loger chez les Forman. Il ne peut l'emmener chez lui car trop de personnes vivent sous son toit. Pendant ce temps, Léo accepte de s'occuper du bébé mais disparaît. Eric, Donna et Fez partent à sa recherche tandis que Hyde et Jackie rassurent Kitty qui en veut à Red de l'avoir abandonnée à une exposition de voitures. Note : Dernière participation du personnage de Brooke. Tommy Chong réapparaît en tant qu'invité spécial. |                                                                         |               |                |                      |                     |            |
| 172 (7-19) | Parrainage difficile Who's Been Sleeping Here?                          |               | David Trainer  | 23 mars 2003         | sur Jimmy           | 719        |
| Kitty suggère à Fez (que les parents d'accueil ont expulsé et qui dort toutes les nuits au magasin de disques) de prendre un appartement en colocation avec Kelso. Alors qu'Eric et Donna se demandent pourquoi ils n'ont pas été choisis comme parrain et marraine de Betsy. |                                                                         |               |                |                      |                     |            |
| 173 (7-20) | L'Avenir d'Éric Gimme Shelter                                           |               | David Trainer  | 30 mars 2005         | sur Jimmy           | 720        |
| Jackie reçoit son diplôme et souhaite organiser une grande fête tandis qu'Eric se rend compte qu'il est le seul à ne pas travailler et décide de prendre des cours de chiropraxie. Pendant ce temps, Red vient en aide à Kelso et à Fez qui se voient refuser l'entrée de leur futur appartement par le vendeur de bijoux gay. |                                                                         |               |                |                      |                     |            |
| 174 (7-21) | Examens d'entrée 2120 So. Michigan Ave                                  |               | David Trainer  | 27 avril 2005        | sur Jimmy           | 721        |
| Eric décide d'enseigner l'histoire. Mais pour cela, il doit valider ses épreuves sportives sous la houlette de Casey Kelso. Fez et Kelso se battent pour obtenir une chambre dans leur appartement et Jackie et Hyde doivent les départager tandis que Red se venge enfin des deux lascars. Note : Dernière apparition de Casey Kelso. |                                                                         |               |                |                      |                     |            |
| 175 (7-22) | De l'eau dans le gaz 2000 Light Years From Home                         |               | David Trainer  | 4 mai 2005           | sur Jimmy           | 722        |
| Kelso se sépare d'Angie au prix d'efforts douloureux. Il se sent déprimé et ses amis tentent de lui remonter le moral. Donna accompagne Eric chez un conseiller d'orientation peu fiable qui lui conseille de partir enseigner en Afrique, décision qui choque Red, Donna et Kitty. Note : Dernière apparition du personnage d'Angie. |                                                                         |               |                |                      |                     |            |
| 176 (7-23) | Ultimatums en série Take It Or Leave It                                 |               | David Trainer  | 11 mai 2005          | sur Jimmy           | 723        |
| On propose à Jackie un travail très bien payé à Chicago mais elle hésite entre sa trajectoire professionnelle et sa relation avec Hyde. Pendant ce temps, Red héberge provisoirement le fils d'un de ses copains de régiment. Ce dernier, Charlie s'intègre dans le groupe en procurant illégalement de la bière aux autres. Donna tente d'empêcher Eric de quitter Point Place. Note : Don Stark n'apparaît pas dans cet épisode. |                                                                         |               |                |                      |                     |            |
| 177 (7-24) | Petites et mignonnes Short And Curlies                                  |               | David Trainer  | 18 mai 2005          | sur Jimmy           | 724        |
| Donna confie à Kitty qu'elle a peur de perdre Eric pour toujours et use de stratagèmes pour le garder auprès d'elle. Jackie décide d'offrir une dernière chance à Hyde et Charlie souhaite s'excuser auprès de Red pour sa conduite inqualifiable. Seulement, il surprend Kitty complètement nue. |                                                                         |               |                |                      |                     |            |
| 178 (7-25) | Au revoir Point Place Till The Next Goodbye                             |               | David Trainer  | 18 mai 2005          | sur Jimmy           | 725        |
| Eric doit passer se faire vacciner avant de partir. Red et Kitty découvrent que la bande fume au sous-sol et les punissent. Pendant ce temps, chacun dit à Eric (y compris Red) qu'il va lui manquer. Eric confie Fez aux bons soins de Charlie. Et ce dernier quitte la ville d'une manière tout à fait inattendue. Hyde décide de rejoindre Jackie partie à Las Vegas et laisse Léo s'occuper du magasin de disques. Malheureusement, lorsqu'il arrive sur les lieux, il surprend Kelso... Notes : Il s'agit du dernier épisode dans lequel Topher Grace et Ashton Kutcher interprètent des personnages réguliers. À partir de la saison 8, Grace ne reviendra que dans le finale et Kutcher apparaîtra seulement dans les quatre premiers épisodes et dans le dernier. Le nouveau générique verra les membres restants (sauf Kurtwood Smith) chanter chacun une strophe de la chanson. Tommy Chong apparaît en tant qu'invité spécial. Il sera de nouveau un personnage régulier lors de la dernière saison. |                                                                         |               |                |                      |                     |            |